# Sumpigaster pedestris
Sumpigaster pedestris là một loài ruồi trong họ Tachinidae.